# Called Out in the Dark
Singles de Snow Patrol
An Olive Grove Facing the Sea
(2009) This Isn't Everything You Are
(2011)
Called Out in the Dark est le premier single tiré de l'album Fallen Empires de Snow Patrol, sorti en 2011.

## Clip
Le clip a été réalisé par Brett Simon avec une chorégraphie de Noémie Lafrance. Jack Davenport chante la chanson en playback avec des danseuses derrière lui. Gary Lightbody veut prendre la place de Davenport et tente de perturber le déroulement du tournage du clip mais en est empêché par la réalisatrice, interprétée par Tara Summers.

## Classements
| Pays                                    | Positions |
| --------------------------------------- | --------- |
| Allemagne (Media Control AG)            | 15        |
| Autriche (Ö3 Austria Top 40)            | 23        |
| Belgique (Flandre Ultratop 50 Singles)  | 7         |
| Belgique (Wallonie Ultratop 50 Singles) | 10        |
| Canada (Canadian Hot 100)               | 70        |
| Danemark (Tracklisten)                  | 35        |
| États-Unis (Billboard Hot 100)          | 78        |
| Finlande (Suomen virallinen lista)      | 20        |
| Irlande (Irish Singles Chart)           | 5         |
| Nouvelle-Zélande (RMNZ)                 | 35        |
| Pays-Bas (Nederlandse Top 40)           | 12        |
| Royaume-Uni (UK Singles Chart)          | 11        |
| Suisse (Schweizer Hitparade)            | 11        |